# 和泉元彌
和泉 元彌（いずみ もとや、本名：山脇 元彌〈やまわき もとひさ〉、1974年〈昭和49年〉6月4日 - ）は、日本の狂言師、俳優、タレント。

## 人物

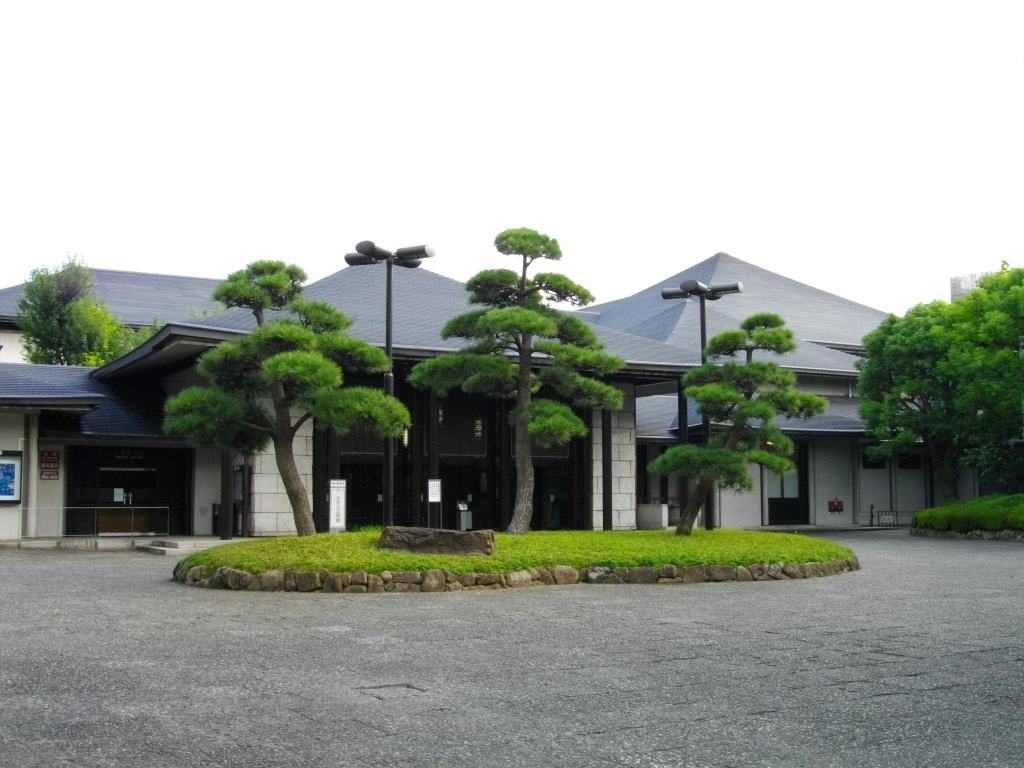
出演経験のある国立能楽堂

### 経歴
父は和泉流十九世宗家和泉元秀で、本人は父の死後に和泉流二十世宗家を名乗ったが、和泉流職分会・能楽協会・能楽宗家会は彼を宗家と認めていない（詳細は後述の#和泉流宗家継承騒動を参照）。
東京都板橋区出身。血液型A型。身長は171cm。明照幼稚園年少部、青山学院幼稚園、青山学院初等部、青山学院中等部・高等部を経て、1993年、青山学院大学文学部日本文学科に入学。2001年3月に卒業。和泉宗家取締役、和泉流宗家宗家会在籍。妻はタレントの羽野晶紀。2児の父。

### 狂言師
1歳半より父・和泉元秀の元で狂言を学び、1977年、3歳の時に「靫猿」で初舞台を踏む。9歳で「三番叟」を、10歳で「奈須与市語」、16歳で「木六駄」「釣狐」を披く。1994年、秘曲「花子」を披く。1998年に一子相伝の秘曲「狸腹鼓」を披く。
1995年、父の死後に「和泉流二十世宗家 和泉元彌」を名乗った。ただし能楽協会・能楽宗家会・和泉流職分会は彼を宗家と認めていない（後述の#和泉流宗家継承騒動を参照）。
2002年、能楽協会から退会処分を受けて以降は能楽協会関連の舞台に立てず、能の間に演じる「間狂言（あいきょうげん）」を演じることは不可能となった。現在の活動舞台は株式会社和泉宗家の主催する自主公演のみであり、近年の主な活動は歌やトークを交えたショー形式の狂言ライブと狂言教室である。2005年の愛知万博（愛・地球博）や中華人民共和国での公演などにも狂言師として出演したが、現在の公演数は一時期に較べると減少し、国立能楽堂での公演も稀となり、自宅の稽古場（敷舞台）を会場にして公演を行ったこともある。
NHKの大河ドラマ「北条時宗」の主演やプロレスなど、狂言以外の芸能活動も行っているが、各種の騒動（後述）により活動は低調となった。2008年春以降、羽野のTV露出の影響から元彌もTV番組出演が増え、歌の発売も行うなど、タレント活動を再開した。
2018年以降、和泉のものまねをしているチョコレートプラネットがブレイクしたこともあり、TV番組での共演が増えている。

### プロレス参戦
2005年10月、記者会見を開き、「今後は狂言の世界で培った『狂言力』を生かし、本場アメリカのエンターテイメントプロレスに挑戦したい」と、電撃的にプロレス参戦を発表し2005年11月3日、横浜アリーナで開催のハッスルマニアでプロレスデビューした。応援団として、母の節子率いる「セッチー鬼瓦軍団」も登場（「鬼瓦」とはある大名が鬼瓦を見て故郷の妻を思い出すという有名な狂言の演目である）。「セッチー鬼瓦せんべい」（6枚1000円）は当日10分で完売した。
元彌は、「ダブルブッキングでも遅刻でもござらん。開場前からずっと上で待っておったのじゃ」と叫びつつヘリコプターの爆音とともに金色の派手な衣装で登場。試合では、対戦相手の元WWE所属レスラー鈴木健想との攻防を展開、プロレスの師であるAKIRAの援護、健想の妻浩子のパウダー攻撃の誤爆を挿んで、最後に「空中元彌チョップ」を連発してピンフォールを奪った。

## 和泉流宗家継承騒動
かつて中絶した和泉流宗家を誰が継ぐかを巡って、三宅藤九郎家の長男（元彌の父・元秀）と野村万蔵家の四男との間で争いがあったが、元秀が後を継ぐこととなり（当時6歳）、19世宗家となっている。元秀は実弟の三宅右近（9世三宅藤九郎の次男）に対して破門騒ぎを起こしたり、流内の反対を押し切って長女・淳子と次女・祥子を狂言師とした上、祥子に10世・三宅藤九郎を継がせたりするなどし、物議を醸していた。
1995年6月22日、元秀が公演中に倒れると、和泉家は親子で出演を予定していた27〜29日の狂言ライブを即座に宗家襲名披露公演とし、21歳の元彌が「和泉流二十世宗家」を名乗った。6月30日に父が他界すると、この公演が宗家襲名披露として後見人を立てるなどの手続きがなく能楽宗家会の了承も得ていないことが判明し、問題となった。
元秀の死後に結成された和泉流職分会（会長：野村萬（七世野村万蔵）〔野村万蔵家〕、代表幹事：井上祐一、幹事：五世野村万之丞（贈八世野村万蔵）〔野村万蔵家〕は、会員53人中48人が元彌の宗家継承に反対。「芸が未熟なので、先輩に学んで実力をつけてからではどうか」とも提案したが、和泉家側はこれを拒否、「和泉流二十世宗家 和泉元彌」を商標登録出願する挙に出た。
和泉家側のこの行為に職分会は反発した。職分会は元彌に話し合いを呼びかけたが和泉家側は拒否し、商標登録出願については能楽宗家会から保留裁定が出ていたにもかかわらずこれを維持した。
これらの行為に業を煮やした職分会は2002年3月、会長・野村萬を筆頭に48人の連名で、社団法人能楽協会に元彌の除名を申請した。その理由として、公演のドタキャンや遅刻、協会の批判などで「狂言の伝統と秩序を乱している」ことを挙げた。
- 5月1日、能楽協会は審査委員会の設置と能楽宗家会での事情聴取を決定。
- 5月28日、能楽宗家会にて元彌の事情聴取が行われた。
- 6月7日、元彌は会見で宗家継承の正当性を主張した。
- 7月3日、能楽協会は定例理事会で「和泉元彌審査会」を設置。
- 7月10日、能楽協会は元彌に話し合いを求める書面を書留速達で送る。
- 7月20日、元彌から「公演があるので出られない」[9]との回答が能楽協会まで電報で届く。
- 7月23日、能楽協会は質問事項が書かれた内容証明とファクスを元彌側に送付した。なお「回答はファクスでもいい」としていた。締切25日。
- 7月23日、職分会が元彌の商標登録の取り消しを求める訴えを起こす。
- 7月25日、回答がないため期限を31日まで延長。
- 7月29日、元彌は、能楽協会に自身の除名申請をした職分会代表幹事の井上祐一を、7月末日をもって破門とする旨の内容証明を送付した。文面は「和泉流宗家として現在の流内の混乱を心配している…」から始まっていた。これについて井上は、元彌は能楽協会や能楽宗家会から宗家と認められていないので破門する資格がない、とこれを否定した。
- 7月31日の期限までに、元彌の代理人の弁護士から元彌側の主張を一方的に述べた内容の文書が届いただけで質問への回答は無かった。
- 8月2日、回答がないため、能楽協会は元彌抜きで除名手続きを進める方針を明らかにした。

10月21日、能楽協会は臨時総会を開催、総会では1100対26という大差で元彌の「退会命令」処分を決定した（「退会命令」とは「除名」の次に重い処分であるが、復帰の可能性は残されている）。
10月30日、元彌は「意見を述べる場などを設けていない不当な退会処分」として、能楽協会を相手に損害賠償と退会処分取り消しを求めて東京地裁に提訴した。1審・2審で元彌側は「能楽協会幹部の『（元彌は）和泉流二十世宗家ではない』との発言は不当」などと主張したが、1審・2審とも「協会内では原告は宗家と認められていない」と指摘、退会命令も適法と判断した。2006年6月9日、最高裁は原告の請求を棄却、これにより元彌の能楽協会退会は確定した。
2009年現在、和泉流は1995年の元秀死去後、能楽に関する決め事については、職分会における会員合議制を取り、宗家を置いていない。また能楽協会・能楽宗家会・和泉流職分会とも、元彌を和泉流宗家とは認めていない。したがって、和泉元彌は「和泉流二十世宗家 和泉元彌」と「株式会社和泉宗家」として「宗家」を名乗ってはいるものの、能楽界で彼を宗家と認める団体は存在しない。ただし、これには狂言活動自体への拘束力はなく、二十世宗家を名乗ること自体は可能である。
なお、元彌側は十九世宗家和泉元秀の嫡男であること、つまり血統を根拠に宗家継承の正当性を主張している。これに対し職分会側は、宗家継承にあたっては永年の伝統として流儀内の総意が必要で、その手続きが全く踏まれていないので宗家とは認められない、としている。
母の節子はインタビューにて、敗訴はしていないことと、裁判長からは告訴は棄却するから話し合って和解するように言われたと語っている。また、姉二人はまだ能楽協会員であること、元秀がなくなる前に元彌は宗家を継承していて披露のパーティーも行っていたのにもかかわらず、後になって若すぎるという理由はおかしいと主張している。

## トラブル

### 駐車違反事件
2005年11月24日、元彌は、2年半の間に計6回にわたる駐車違反の出頭要請に応じなかったとして、道路交通法違反の容疑で警視庁に逮捕された。警視庁交通執行課に出頭した元彌は2時間半ほど拘束され、その場で東京簡易裁判所から略式命令を受け、罰金1万円を払って即日釈放となった。本人は「忙しくて時間がなかった」とコメント。3日後に復帰した。数ヵ月後に発売された女性雑誌において「全て私の責任であり、弁解の余地もない」と自らの非を認めている。

### 申告漏れ
2006年6月27日、和泉元彌らの公演に関する事業運営を行う会社「株式会社和泉宗家」が、東京国税局に2003年度までの5年間で2億円以上の申告漏れを指摘された。

### 接触事故
2006年7月13日、元彌が運転する車がファミリーレストランに駐車しようと左折したところ、後ろから走って来たバイクと接触。運転していた男子高生に1週間の軽傷を負わせた。警察には元彌が通報。目白署より業務上過失傷害容疑で書類送検処分となった。19日、狂言公演終了後の謝罪会見では男子高生が同席。「17日に自宅に元彌が謝りに来た」「元彌とは以前から顔見知り」「心配してもらったり、狂言に招待してくれて嬉しい」と矢継ぎ早に説明した。

### 震災義援金の報告遅れ
2008年6月15日、「ルーフ」及び「和泉流宗家」主催により、四川大地震チャリティーのための狂言が行われ、舞台には和泉流宗家一門が並んだ。その様子は当日、ブログにおいても経過も含め時系列で報告されブログ読者の注目を大きく集め、2008年6月17日には中国大使館に募金を届けた様子を紹介し、後日公式な募金金額の報告について公表する旨を2008年6月20日 00:22:13にブログ記事の投稿として、公言。
その後、金銭報告の音沙汰がないことから、日を増すごとに一部のブログ読者から不満の声があがり、8月に入るとこの件でコメント欄に多くの声が寄せられるようになり、2008年8月8日 19:14:58 ＜中国四川大地震チャリティーの報告＞　というタイトルのブログ投稿記事で、公式な募金額の報告については「次週の月曜日には、報告ができるかとおもいます。」としたが、このコメント欄には、報告の遅れのルーズさや金銭の扱いの曖昧さに関し批判が多数あがり、21:07:25 にはコメント欄が本人の手により全削除された。
また、公式な募金額の報告について、2008年8月8日 21:07:25 ＜中国四川大地震チャリティー公演の報告について＞「次回公演で報告をさせていただきます。広く報告させていただく事の難しさを実感いたしますが、努力いたします。」と、二時間前とは異なる発表を行い、対応の曖昧さや報告のぶれと揺れに対する指摘や疑念があがり、ブログが炎上する騒ぎになった。本件を期に読者コメントは“承認制”という形式となり、コメント数が激減した。

## 家族・親族
和泉流宗家一派の本名は山脇姓であるが、芸名として和泉姓を使用している。
- 曾祖父・野村万造（五世）

文久2年（1862年）生 - 1938年（昭和13年）没
- 祖父・三宅藤九郎（九世）

1901年（明治34年）生 - 1990年（平成2年）没
- 父・和泉元秀（本名・山脇保之）

1937年（昭和12年）生 - 1995年（平成7年）没
能楽師狂言方。和泉流19世宗家。
幼名は三宅保之。九世三宅藤九郎の長男で、次男は三宅右近。6歳の時、和泉流17世宗家山脇元清の娘・ゆき子の養子となり、山脇保之へ改名。芸名を和泉保之と名乗り、のち和泉元秀と改名（重要無形文化財総合認定）。社団法人日本能楽会会員。
- 母・和泉節子（本名・山脇節子）

1942年（昭和17年）生 -
- 妻・羽野晶紀

1968年（昭和43年）生 -
1998年1月、国際的な演出家ノノン・パディーリャが演出したシェイクスピアの戯曲ロミオ&ジュリエットで舞台初出演（渋谷シアターコクーン）。主役のロミオ役を演じる。この時ジュリエットを演じたのが劇団☆新感線の看板女優・羽野晶紀だった。
2001年12月21日 - 羽野の妊娠発覚・婚約会見
2002年1月 - 仏前結婚式を挙行
2002年2月 - 婚姻届を提出
2002年4月28日 - 長女・采明（あやめ）誕生
2004年7月26日 - 長男・元聖（もときよ）誕生
2007年9月11日 - 夫妻の別居が各メディアにて報道。
元彌と母・節子は別居を否定し、晶紀は母親の看病で実家に帰っているだけと説明していたが、9月26日には晶紀や子供達の家財道具も運び出され、別居の事実が報じられた。元彌は11月1日のテレビ番組で、心眼成就の為の別火（けがれを忌んで炊事の火を別にすること）で、芸事の上の儀式で別居していると弁明した。
2007年9月から晶紀は子供2人と和泉家とは独立し別居生活を始めたが、12月22日の「オーラの泉」で別居の理由を「さまざまなバッシングや報道をされてしまう環境から幼い子供たちを守るため」と説明した。晶紀は11月11日には東宝芸能へ所属、5年ぶりに芸能界に復帰した。その後、2008年早春から元彌がこの家に通い婚をし春より同居開始。
- 長姉・和泉淳子（本名・片山[15]淳子・旧姓は山脇）

1969年（昭和44年）生 -
「狂言界史上初の女性狂言師」としてCMなどにも出演し、一躍話題の人となる。株式会社和泉宗家の監査役。
IT関連企業に勤務する男性と結婚。2002年に長女・慶子（きょうこ）誕生。2008年に長男・和秀（かずひで）誕生、祖父・元秀の名前を一字貰い名付けられた。
- 次姉・三宅藤九郎（十世）（本名・三宅祥子）

1972年（昭和47年）生 -
女性狂言師で、三宅藤九郎の名跡を継いだ。
- 長女・和泉采明（本名・山脇采明）

2002年（平成14年）生 -
淳子の長女・和泉慶子（2002年生）と共に2006年2月26日に国立能楽堂で初舞台を踏み、株式会社和泉宗家の子方として活動を行っている。
- 長男・和泉元聖（本名・山脇元聖）

2004年（平成16年）生 -
両親の別居騒動から初舞台が遅れていたが、2008年6月30日に元秀奉納稽古で舞台に立った。株式会社和泉宗家の子方として、2008年12月に初舞台を踏んだ。
和泉家では既に和泉元聖（もときよ）の名で21世宗家継承者と呼称し、元彌と羽野は日常頻繁に采明と元聖の顔写真をブログに掲載し子供達のPR活動を行っている。

## メディア出演

### 映画（全作品）
- 「未来の想い出 Last Christmas」 光和インターナショナル 1992.08.29. (清水美砂、工藤静香主演) 夏木寿也 役
- 「首領への道」 シュガーエンタープライズ 2003.03.01. (清水健太郎主演) 溝口（ヤクザ） 役
- TWILIGHT FILE VII「キャッチボール×3」 MIRAI 2010.11.10. 主演 風間亮 役
- 「忍性 NINSHO」 カエルカフェ 2017.1.7. 主演 忍性 役
- 「大河巡る 生まれ変わっても忘れない『さつまおごじょ』」 カートエンターテイメント 2017.4.8. (竹島由夏主演)
- 「レフトフライ」 カエルカフェ 2018.1.13. (小野寺昭主演) 赤尾社長 役
- 「ウスケボーイズ」 カートエンターテイメント 2018.10.20. (渡辺大主演) ソムリエ 役
- 「おけちみゃく』2018年(カエルカフェ - 石川五右衛門)役（綾田俊樹と共に主演）
- 「応天門の変」2020.10.8. (カエルカフェ - 伴善男)役 (柳沢慎吾と共に出演）
- 「火面　嘉吉の箭弓一揆」2023.1.7. (カエルカフェ - 細川持春)役
- 「Me?Xavier!」 カエルカフェ 2023.11.11. 大内義隆 役

### TVドラマ（全作品）
- 「青春牡丹燈篭」 NHK 1993.08.21. 単発 （宮沢りえ、豊川悦司主演）
- 「必要のない人」 NHK 1998.10.07.〜1998.12.27. 水曜シリーズ 全12回の7〜12話 （風間杜夫、高橋惠子主演）
- 「混迷ニッポンを救えスペシャル!」 テレビ朝日 1998.12.29. 討論番組の再現ドラマ部分
- 「双子探偵」 NHK 1999.07.03.〜1999.10.02. シリーズ全12回 （三倉茉奈、三倉佳奈主演）
- 「北条時宗」[16] NHK 2001.01.07.〜2001.12.09. 大河ドラマ全49回 主演 北条時宗役（撮影 2000年06月〜2001年11月） 共演：渡辺謙（北条時頼）
- 「ミイラが呼んでいる」 BSジャパン 2002.12.15. 単発 主演 (節子、淳子、祥子も共演)
- 「乱歩R」 YTV 2004.01.12.〜2004.03.15. シリーズ全10回の第7話「地獄の道化師」 02.23. （藤井隆主演）
- 「シンデレラになりたい!」 TBS 2006.03.18. 単発 （大倉忠義主演） 医師役 （和泉節子も共演）
- 「柳生十兵衛七番勝負 島原の乱」 NHK 2006.04.06.〜05.25. シリーズ全7回 （村上弘明主演） 由井正雪役
- 「クロサギ」 TBS 2006.04.14.〜06.23. シリーズ全11回の第7話「霊感商法詐欺」 05.26. （山下智久主演）
- 「超歴史ミステリーロマン2・戦国」 テレビ東京 2006.06.30. 歴史検証番組の再現ドラマ部分
- 「柳生十兵衛七番勝負 最後の闘い」 NHK 2007.04.05.〜05.24. シリーズ （村上弘明主演） 由井正雪役
- 「超歴史ミステリーロマン4・女たちの戦国」 テレビ東京 2007.06.29. 歴史検証番組の再現ドラマ部分
- 「日本史7大ミステリー歴史を作った女たちSP 歴史は女が動かしていた!?」 テレビ東京 2008.12.23. 歴史検証番組の再現ドラマ部分（織田信長役）
- 「江〜姫たちの戦国〜」第1、16話 NHK 2011.01.09、 05.01 大河ドラマ 足利義昭役
- 「独身貴族」第1話 フジテレビ 2013.10.10
- 「育休刑事」最終話 NHK 2023.06.20（金子大地主演）坂東玄役
- 「相棒」season23 第13話 テレビ朝日 2025.01.29 平井葉一役

### Webドラマ
- ウルトラマンオーブ THE ORIGIN SAGA（2016年 - 2017年、Amazonプライム・ビデオ） - サイキ / サイクイーン（声） 役

### TVバラエティ番組・他
- 「はなきんデータランド」 テレビ朝日 1989年 - 1995年 （メインキャスター：桂文珍。テレビデビュー作で、番組後期にレギュラー出演）
- 「世界ウルルン滞在記」 毎日放送 2000年4月16日 「ヴェネチアのカーニバルの仮面に…和泉元彌が出会った」 （和泉節子もヴェネチアで合流）
- 「第51回NHK紅白歌合戦」 NHK 2000年12月31日 白組司会。（紅組司会は久保純子。総合司会は宮本隆治）
- 「2002年ソルトレークシティオリンピック」2002年2月8日 - 2月24日 TBS（メインキャスター）
- 「2002年世界フィギュアスケート選手権」2002年3月16日 - 3月24日 TBS（メインキャスター）

### TVドキュメント番組
- 「グレートマザー物語」 テレビ朝日 2001.11.18. 第29話 「和泉元彌の母〜宗家を支える軍師の血〜」 和泉節子を讃えたドキュメント。宗家継承騒動の後、テレビ朝日の放映作品リストでは「宗家」の文字が消え、「和泉元彌の母〜芸を支える我が家の太陽〜」に改題されている。BGMには野村萬斎主演の映画「陰陽師」のテーマ曲が使われている。

### 舞台
- 「ロミオ&ジュリエット」（1998.01.09〜01.25、 シアターコクーン）主演 ロミオ 役(共演：羽野晶紀)
- 「デッド・ギルティ〜不信の瞬間〜」（1998.09.XX.〜10.06、博品館）- 近所の青年ギャリー 役 （主演：李麗仙）
- 「天翔ける獅子〜義経と弁慶〜」 (1)「天翔ける獅子〜義経と弁慶〜」 (2)「和泉元彌二十世宗家狂言」（監修＝和泉元彌） (3)「グランドショー四季の絵姿」（2002.07.19.〜07.28、新宿コマ劇場）- 主演 源義経 役（共演：西岡徳馬、林与一、和泉淳子、十世三宅藤九郎）
- 「北条時宗」（2002.12.02.〜12.26、 明治座）- 主演 北条時宗（共演：高橋恵子、北大路欣也）
- 「蜘蛛之巣医院〜Spider's Love〜」（2007.02.28〜03.04、西新宿クロスロード）- 大藪一郎院長 役
- 「幕末侍伝説 CHUJI」（2009.05.13〜05.17、博品館）- 主演  国定忠治 役
- 「アントニーとクレオパトラ」（2010.12.01〜12.05、シアター1010）- シーザー 役（主演：平幹二朗、松井誠）
- 元禄音楽劇「黒椿」（2011.7.16日 〜 24、池袋あうるすぽっと）- 主演 煉獄 役
- ミュージカル「TARO URASHIMA」（2016年8月 明治座）- 帝 役[17]
- 舞台「少年陰陽師 現代編・遠の眠りのみな目覚め」（2020年2月-3月、築地本願寺ブディストホール）- 安倍晴明 役
- アメツチ 舞台版「あやかしむすび」（2021年10月、渋谷区文化総合センター大和田 伝承ホール） - 語り部（声の出演＆ホログラム出演）[18]

### CM
- 「マルコメ味噌」 (放映年不詳) 和泉元秀、和泉元彌
- 「ネスカフェ」 1998年 30代目イメージキャラクター
- 「あいおい損害保険(現・あいおいニッセイ同和損害保険)」 2001年3月-2002年5月末 2
- 「アオキインターナショナル」 紳士服のイメージキャラクター TVCMは2001年（11月、酒井若菜に交代）。

### 狂言講師
- 山陽学園大学（1994年開学）客員教授 青山学院大学7年生在学中の1999年9月、「日本芸能論」の客員教授に就任（2002年9月に退任）。

### 本、ビデオ、CD
- 著作「一人きりと一人だけ」 河出書房新社 1996年
- 著作「狂言師がそんなに偉いのか」 メディアファクトリー 2006年6月発行 和泉元彌、西本公広共著
- 写真集「16歳の釣狐・和泉元彌写真集」 株式会社和泉宗家 1991年
- 写真集「和泉元秀、和泉元彌・狂言写真集」 株式会社和泉宗家 1994年
- ビデオ「猿に始まり狐に終わる-和泉元彌の狂言案内-」 NHKエンタープライズ 1993年
- ビデオ「狂言のおはなし『附子』」 株式会社和泉宗家 1997年
- CD「SIGNAL」 「しあわせならそこに」 テイチクエンタテインメント 2001.11.21. 作詞：石井竜也 作曲：石井竜也 コーラス：和泉淳子、十世三宅藤九郎
- CD「銀座の源さん」 「モトヤ DE サンバ」 パインスターエンタテイメント 2008.04.08.　歌：和泉元彌ファミリー（元彌、和泉節子、和泉淳子、十世三宅藤九郎、和泉慶子） & パティオ & 侑二
- CD「ジェーン」「アドバイス」　(株)メディアスタッフビジョン　2008.10.15
80年代に大ヒットした韓国歌謡の名バラード「Jエグ」のリメイクで、日本では門倉有希が平成15年に「J」（タイトルと歌詞が異なる）とカバーして発売カラオケの定番曲に、その男性バージョン。歌：和泉元彌

### ラジオ
- 「和泉流宗家の浅草ラジオの会」（あさくさFM、2008年 - 2016年6月）